# Zavrhek
Zavrhek este o localitate din comuna Divača, Slovenia, cu o populație de 39 de locuitori.